# 1144 w polityce
Wydarzenia polityczne w 1144 roku.

## Wydarzenia
- 12 marca Gerardo Caccianemici został papieżem[1].
- Hrabia Andegawenii Godfryd V Plantagenet podporządkował Normandię[2][3].
- Władca Mosulu Zengi zdobył Edessę[2][4].
- Po śmierci Salomei wznowienie konfliktu Władysława Wygnańca z młodszymi braćmi[5].

## Zmarli
- 8 marca Celestyn II, papież[6].